# Mats Deijl
Mats Deijl (Vlaardingen, 15 juli 1997) is een Nederlands voetballer die doorgaans speelt als verdediger. Hij verruilde FC Den Bosch in de zomer van 2021 voor Go Ahead Eagles.

## Clubcarrière

### FC Den Bosch
Deijl stroomde in 2016 door vanuit de jeugd van FC Den Bosch, alwaar hij 4,5 seizoen in het eerste elftal speelde. Hij maakte op 16 december 2016 zijn debuut voor FC Den Bosch in de Eerste divisie, in een met 0-4 gewonnen uitwedstrijd tegen Fortuna Sittard. Hij kwam in de 80e minuut in het veld voor Luuk Brouwers. Op 4 januari 2017 maakte FC Den Bosch bekend dat Deijl definitief naar het eerste elftal was overgeheveld. Op 8 oktober 2017 scoorde hij tegen RKC Waalwijk zijn eerste doelpunt in zijn carrière. Hij miste de laatste drie maanden van het seizoen 2018/19 door een scheenbeenbreuk. Het seizoen erop miste hij geen wedstrijd tot de competitie abrupt werd stilgelegd vanwege de coronapandemie. Op 27 oktober 2020 was Deijl in de bekerwedstrijd tegen VVV-Venlo voor het eerst aanvoerder van FC Den Bosch. Een maand later brak hij zijn middenvoetsbeentje, waardoor hij er drie maanden uitlag. Na dat seizoen liep zijn contract bij FC Den Bosch af, waar hij 111 wedstrijden speelde en driemaal scoorde.

### Go Ahead Eagles
In de zomer van 2021 tekende hij een contract voor drie seizoenen bij het net naar de Eredivisie gepromoveerde Go Ahead Eagles. Hij maakte op 13 augustus zijn Eredivisiedebuut voor Go Ahead tegen sc Heerenveen. Op 16 oktober scoorde hij zijn eerste doelpunt voor Go Ahead Eagles tegen RKC Waalwijk als invaller. Op 23 oktober 2022 droeg hij tegen N.E.C. voor het eerst de aanvoerdersband van Go Ahead Eagles, bij afwezigheid van Bas Kuipers. In 2025 bereikte Deijl met Go Ahead Eagles de finale van de KNVB Beker tegen AZ. Deijl maakte in de laatste minuut van de reguliere speeltijd de gelijkmaker door een penalty te benutten. Tijdens de strafschoppenserie wist Deijl zijn strafschop te benutten en won uiteindelijk met de club de KNVB Beker.

## Clubstatistieken
| Seizoen                     | Club            | Competitie     | Competitie | Competitie | Beker | Beker | Overig | Overig | Totaal | Totaal |
| Seizoen                     | Club            | Competitie     | Wed.       | Dlp.       | Wed.  | Dlp.  | Wed.   | Dlp.   | Wed.   | Dlp.   |
| --------------------------- | --------------- | -------------- | ---------- | ---------- | ----- | ----- | ------ | ------ | ------ | ------ |
| 2016/17                     | FC Den Bosch    | Eerste divisie | 4          | 0          | 0     | 0     | –      | –      | 4      | 0      |
| 2017/18                     | FC Den Bosch    | Eerste divisie | 34         | 1          | 1     | 0     | –      | –      | 35     | 1      |
| 2018/19                     | FC Den Bosch    | Eerste divisie | 19         | 0          | 0     | 0     | –      | –      | 19     | 0      |
| 2019/20                     | FC Den Bosch    | Eerste divisie | 29         | 2          | 1     | 0     | –      | –      | 30     | 2      |
| 2020/21                     | FC Den Bosch    | Eerste divisie | 22         | 0          | 1     | 0     | –      | –      | 23     | 0      |
| 2021/22                     | Go Ahead Eagles | Eredivisie     | 32         | 2          | 5     | 0     | –      | –      | 37     | 2      |
| 2022/23                     | Go Ahead Eagles | Eredivisie     | 32         | 2          | 3     | 0     | –      | –      | 35     | 2      |
| 2023/24                     | Go Ahead Eagles | Eredivisie     | 32         | 1          | 3     | 0     | 2      | 0      | 37     | 1      |
| 2024/25                     | Go Ahead Eagles | Eredivisie     | 29         | 4          | 5     | 2     | 2      | 0      | 36     | 6      |
| Carrièretotaal              | Carrièretotaal  | Carrièretotaal | 233        | 12         | 19    | 2     | 4      | 0      | 256    | 14     |
| Bijgewerkt op 23 april 2025 |                 |                |            |            |       |       |        |        |        |        |

## Erelijst

### Go Ahead Eagles
KNVB Beker:
- Winnaar (1): 2024/25